# Von Planta
von Planta är en gammal adelsätt från Graubünden i Schweiz. På 1200-talet var ätten betydande i övre Engadin. De stred under 1500- och 1600-talen med den mäktiga ätten Salis om väldet i Graubünden och räknar bland sina medlemmar flera framstående krigare, statsmän och lärda.